# Lidia Isac

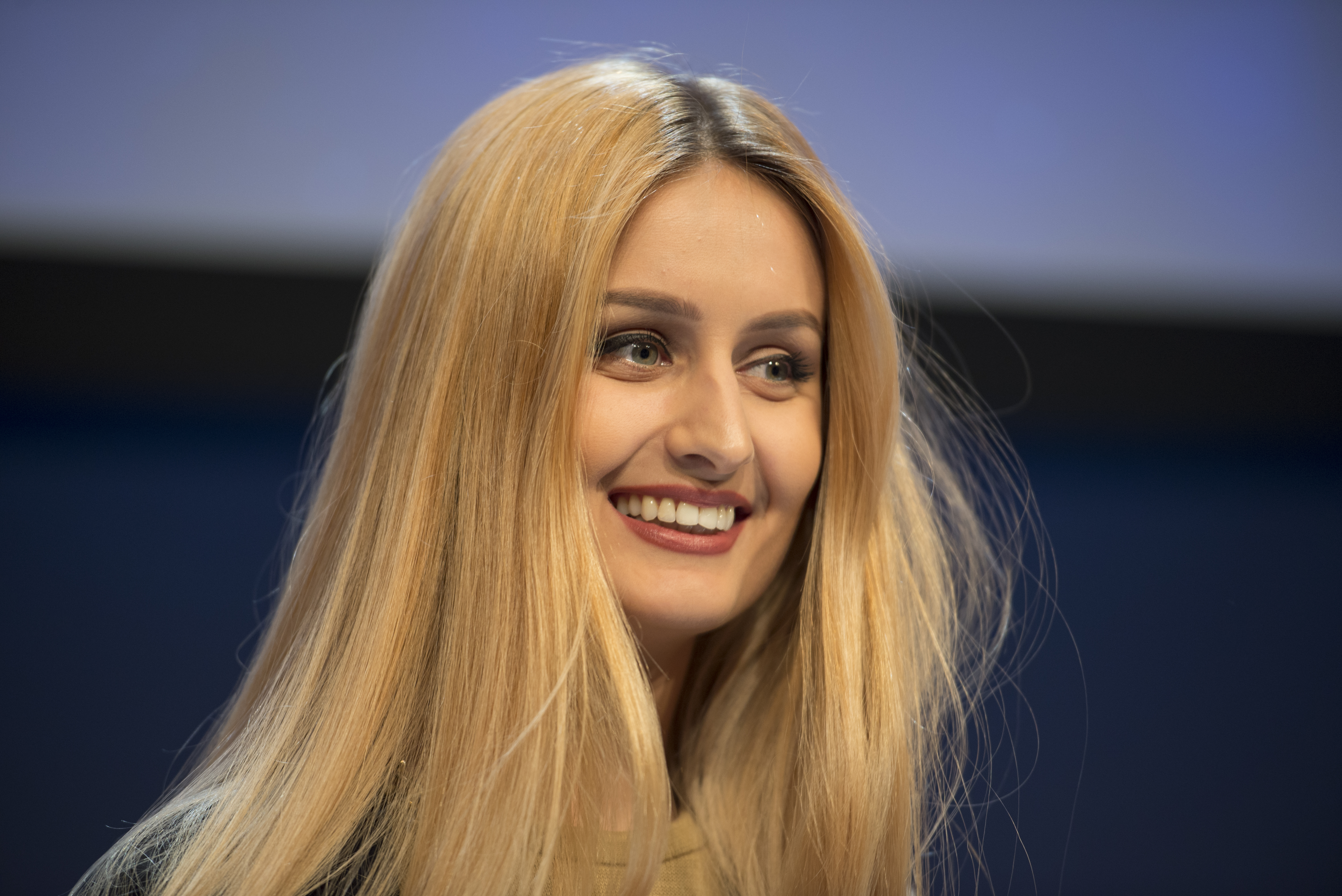
Lidia Isac (2016)

Lidia Isac (* 27. März 1993 in St. Petersburg, Russland) ist eine moldauische Sängerin. Sie vertrat Moldau beim Eurovision Song Contest 2016 in Stockholm.

## Leben und Karriere
Lidia Isac studierte von ihrem 13. Lebensjahr an bis 2008 Klavier an einer Musikhochschule in Moldau und nahm an mehreren internationalen Musikwettbewerben teil.
Als Mitglied des Duos Glam Girls versuchte sie bereits 2013 (Platz 12 mit Celebrate), 2014 (You Believed In Me) und 2015 (Platz 14 solo mit I Can’t Breathe und im Duett mit Magia), die moldauische Vorentscheidung O Melodie Pentru Europa zu gewinnen. 2016 schließlich gewann sie durch die internationale Komposition Falling Stars von Gabriel Alares, Sebastian Lestapier und Leonid Gutkin das Finale des Vorentscheids und vertrat daher Moldau im ersten ESC-Semifinale in Stockholm. Das Komponisten-Team hatte bereits den fünften Platz 2013 und den zweiten Platz 2015 für Russland bei den jeweiligen ESC-Finals erreicht. Lidia Isac konnte sich allerdings für das Finale des Wettbewerbs 2016 nicht qualifizieren.